# Paris en cinq jours

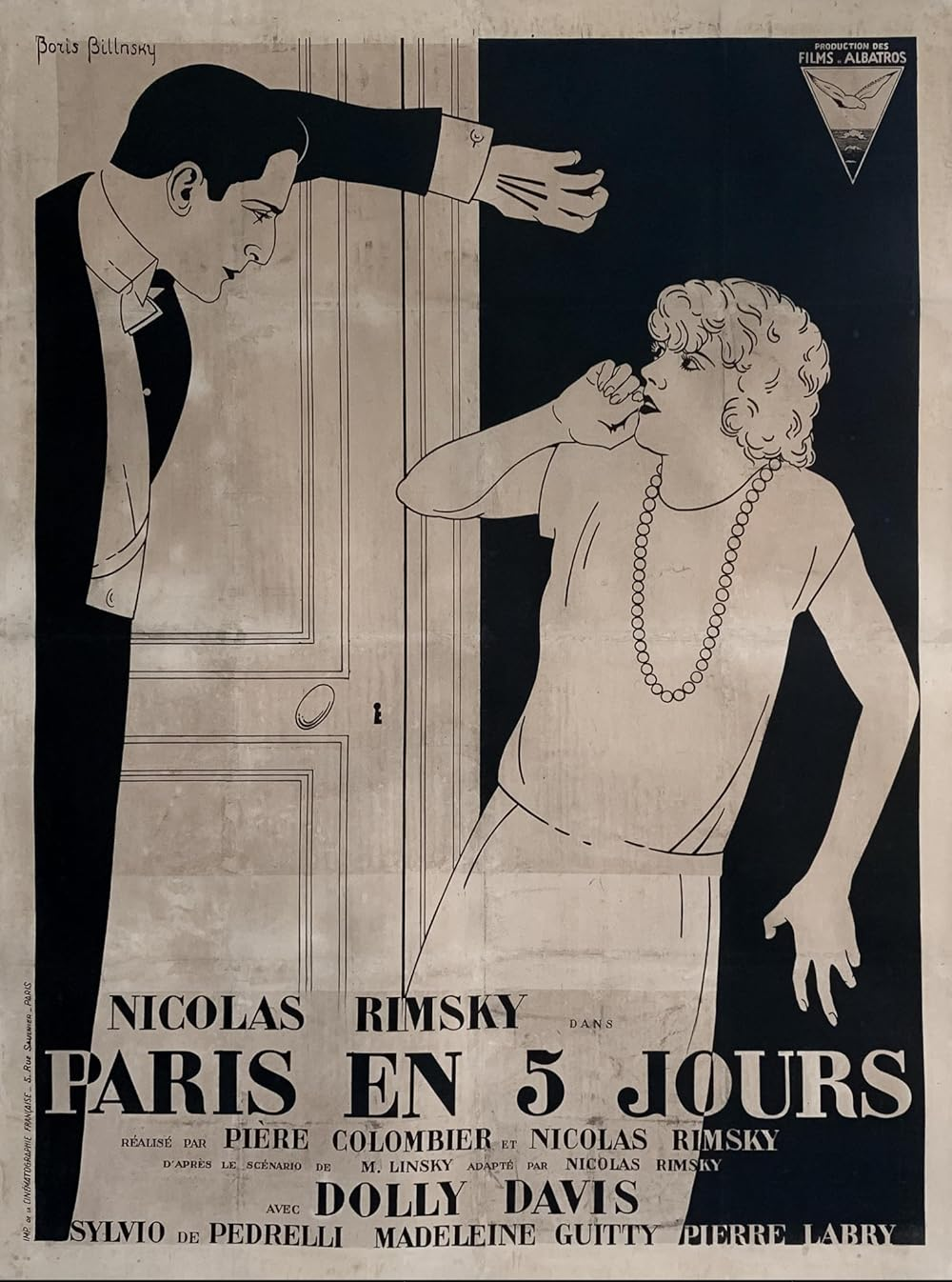
Affiche du film.

Paris en cinq jours est un film français réalisé par Nicolas Rimsky et Pierre Colombier en 1925.
Il a connu plusieurs versions (muettes puis sonore en 1930).

## Synopsis
L'histoire débute aux États-Unis. Le héros Harry Mascaret, comptable, sauve une jeune femme (Dolly) qui vient de se jeter d'un pont. Ils deviennent amis, puis amoureux.
Harry fait fortune grâce à un placement boursier et propose à sa fiancée Dolly un séjour de 5 jours à Paris.

## Fiche technique
- Réalisateurs : Nicolas Rimsky et Pierre Colombier
- Scénaristes : Nicolas Rimsky et Michel Rimsky
- Rédacteur des intertitres : Raoul Ploquin
- Directeurs de la photographie : Nicolas Roudakoff, Paul Guichard et Gaston Chelles
- Décorateur : Lazare Meerson
- Effets spéciaux : Nicolas Wilcke et Paul Minine
- Producteur : Albatros (production)
- Distributeur : Films Armor
- Durée : 92 minutes (version restaurée par la Cinémathèque française en 2012)
- Date de sortie en France : le 9 novembre 1926

## Distribution
- Nicolas Rimsky : Harry Mascaret.
- Dolly Davis : Dolly.
- Sylvio de Pedrelli : le comte Costa Corvinatza
- Léo Courtois : le guide
- Louis Monfils : le commissaire.
- Pierre Labry : Jerry Bennett.
- Irma Gray : la femme de Bennett.
- Max Lerel : leur fils, Lloyd.
- Madeleine Guitty : Grace Pumpkin, capitaine de l'Armée du Salut.
- Hubert Daix : l'Américain, place de l'Opéra.
- Madame Valevska (Rimsky) : Mistress Cool.

## Lieux de tournage
- En extérieur à Paris. Une séquence du film permet de voir l' Exposition internationale des Arts décoratifs et industriels modernes de 1925.
- Dans les studios Albatros à Montreuil.

## Sources
- Paris en 5 jours sur le site de la Cinémathèque Française.